# Prostitutie in Singapore
In Singapore is prostitutie op zich legaal en ook het zijn van een prostituant is legaal, maar verschillende prostitutiegerelateerde activiteiten zijn strafbaar. Dit omvat het openbare verzoeken en aanbieden van prostitutie, een pooier zijn en het onderhouden van een bordeel. In de praktijk tolereert en controleert de politie onofficieel een beperkt aantal bordelen. Prostituees in dergelijke instellingen zijn verplicht om periodieke gezondheidscontroles te ondergaan en moeten een gezondheidskaart bij zich hebben. De belangrijkste locaties voor prostitutie zijn Geylang Road en Orchard Road. Ook in het district Little India is er een klein steegje net achter Desker Road. Los van de prostitutie was dit een erg folkloristisch steegje, omdat er zeer grote pythons in kooien op straat werden gehouden. In verband met regels rondom dierenbescherming zijn die pythons inmiddels weg.

## Geylang
Geylang is een wijk in Singapore met een nog karakteristieke uitstraling en veel kleine eettentjes, anders dan het nieuwbouwachtige centrum en de winkelgebieden rond Orchard Road. In Geylang zijn veel smalle straatjes (zogenaamde lorongs) met vissenkom-bordelen (huizen waar bezoekers binnen kunnen lopen en waar een aantal vrouwen achter een vitrine staat) waar voornamelijk vrouwen werken van buiten Singapore, zoals China, Maleisië, India, Indonesië en Thailand.

## Orchard Road
Aan het einde van de drukke winkelstraat Orchard Road is een gebouw dat Orchard Towers heet. Op verschillende verdiepingen zijn bars waar ook prostituees te vinden zijn. 